# Dilmun
Dilmun (sumerisch kur.dilmun.na; akkadisch Tilmun; griech. Týlos) ist der sumerische Name für ein paradiesisches Land, vermutlich die Insel Bahrain und benachbarte Gebiete einschließlich der Insel Failaka.
Während der Bronzezeit stieg die Insel Bahrain wegen des in der Region einmaligen Vorkommens von Süßwasser aus heute versiegten artesischen Quellen zu einem bedeutenden Handelsplatz auf.  Die  strategisch günstige  Lage am Seehandelsweg zwischen Mesopotamien und dem Indus-Tal beförderte Wohlstand und Bedeutung von Dilmun zusätzlich.

## Geschichte
Ziusudra, nach der sumerischen Königsliste der letzte König von Schurupag vor der Flut, landete nach der Flut gemäß der sumerischen Sintflut-Erzählung in Dilmun.
Sargon von Akkad (etwa 2356 bis 2300 v. Chr.) gibt an, dass Schiffe aus Dilmun seinen Hafen anliefen. Auch das Reich Elam, das den Handel mit Zinn kontrollierte, pflegte engen Kontakt mit Dilmun.
Seit etwa 2050 v. Chr. gab es ein unabhängiges Königreich von Dilmun, das sporadisch in mesopotamischen Texten erwähnt wird, aber auch von eigenen Textzeugen aus Bahrain und Falaika bekannt ist. Aus Isin sind Texte bekannt, die königliche Geschenke für Dilmun erwähnen. Aus der Zeit um 1750 v. Chr. sind zwei Herrscher mit Namen bekannt. Rimum und sein Sohn Yagli-El nennen sich Diener des Inzak. Aus diversen Quellen ist bekannt, dass Inzak die Hauptgottheit von Dilmun war. Die Könige dieser Zeit wurden in großen Grabhügeln auf Bahrain bestattet. Um 1700 scheint Dilmun eine Krisenzeit durchgemacht zu haben. Siedlungen wurden aufgegeben, der Bau großer Grabhügel für Könige endete und auch der Hauptort Qalʿat al-Bahrain scheint zumindest zum Teil verlassen worden zu sein. Um 1650 v. Chr. scheint es eine Phase der Erholung gegeben zu haben. Es wurde wieder große Grabhügel errichtet und in diese Zeit datiert ein König mit dem Namen Sumu-lel. Wegen der wenigen schriftlichen Quellen ist es jedoch schwer sich ein klares Bild von der politischen Entwicklung zu machen. Um 1450 v. Chr. scheint Dilmun unter der Herrschaft der Meerland-Dynastie gekommen zu sein. Ein Text aus Qalʿat al-Bahrain ist unter König Ea-Gamil (ca. 1451 bis 1460 v. Chr.) datiert.
Im 14. Jahrhundert v. Chr. kontrollierten die Kassiten das südliche Mesopotamien und setzten einen Statthalter auf der Insel ein. Aus zwei Texten aus Nippur geht hervor, dass Ili-ippašra der kassitische Statthalter in Dilmun war. Er schickte Briefe an Illilija oder Enlil-kidinni, den Statthalter von Nippur unter Burna-buriaš II. und Kurigalzu II. Ein dritter Brief ist sehr schlecht erhalten. Ein Siegel im Britischen Museum gehörte Uballissu-Marduk, Urenkel des Usiananuri šakkanakku von Dilmun und belegt ebenfalls die kassitische Herrschaft über die Insel, ist aber nicht genauer zeitlich einzuordnen.
Agum, Sohn des Kaštiliaš (also Agum III.), inspizierte nach der Chronik der frühen Könige seine Armee und marschierte gegen das „Seeland“. Darunter wird gewöhnlich das südliche Mesopotamien verstanden, aber eine Keilschrifttafel aus Qalʿat al-Bahrain datiert aus dem 4. palu des kassitischen Herrschers Agum. Meist wird angenommen, dass sie Agum III. zuzuweisen ist. Sie könnte also auf eine Eroberung von Bahrain hinweisen.
Im 8. Jahrhundert v. Chr. wird Dilmun als Vasall des assyrischen Reichs genannt, im 6. Jahrhundert v. Chr. war es Teil des Neubabylonischen Reichs. Um 800 v. Chr. soll Obiri laut assyrischen Keilschrifttexten in seinem mächtigen Palast regiert haben.

## Liste der Herrscher und Statthalter
(es werden nur die namentlich bekannten Regierenden genannt)
| Name            | Funktion                 | Datierung             | Quelle |
| --------------- | ------------------------ | --------------------- | --- |
| Rimum           | König                    | ca. 1750 v. Chr.      | Inschrift aus Bahrein (Der Palast des Rimum, Diener des Inzak, der vom (Stamme) Agarum); wird in Inschriften des Yagli-El als dessen Vater bezeichnet. |
| Yagli-El        | König                    | ca. 1750 v. Chr.      | Inschriften aus seinem Grab. Sohn des Rimum |
| Sumu-lel        | König                    | ca. 1650 v. Chr.      | Name auf Siegel seiner Tochter. |
| Usiananuri... ) | kassitischer Statthalter | ca. 1400–1380 v. Chr. | Zylindersiegel seines Großenkels |
| Ili-ippaschra   | kassitischer Statthalter | ca. 1340–1320 v. Chr. | Zwei Briefe an Ililiya in Nippur |
| Uperi           | König                    | ca. 720–706 v. Chr.   | Annalen von Sargon II. |
| Ahundaru I.     | König                    | ca. 706–685 v. Chr.   | Annalen von Sargon II. |
| Qanaia          | König                    | ca. 685–660 v. Chr.   | Annalen von Assurhaddon |
| Ahundaru II.    | König                    | ca. 660–635 v. Chr.   | Annalen von Assurbanipal |
| Kephisodoros    | Strategos                | kurz vor 124 v. Chr.  | Bauinschrift eines Tempels |
| Yarhai          | Satrap der Charakene     | um 131 n. Chr.        | Inschrift aus Palmyra |
| Sanatruk        | Satrap (?) der Charakene | um 220 n. Chr.        | wird von Tabari als König bezeichnet |

## Trivia
Nach dem legendären Land wurden die künstliche Insel Dilmunia (arabisch دلمونيا) östlich von Al-Muharraq in Bahrain sowie das Schilfboot DILMUN S des deutschen Experimentalarchäologen Dominique Görlitz benannt.